# Eugnidia clavifemur
Eugnidia clavifemur is een hooiwagen uit de familie Cosmetidae.